# San Lorenzo di Sebato
San Lorenzo di Sebato (St. Lorenzen in tedesco, San Laurënz in ladino) è un comune italiano di 3 978 abitanti della provincia autonoma di Bolzano in Trentino-Alto Adige. È inoltre un comune di mercato.

## Geografia fisica
Il paese trae la sua importanza dal fatto che si trova all'incrocio tra la val Pusteria e la val Badia, di cui è il primo centro abitato.

## Origini del nome
Il toponimo è attestato come ad Sanctum Laurentium nel 1060-1070, come S. Laurenzen nel 1320 e come S. Lorenzen nel 1419, mentre Sebato deriva dal nome della statio romana di Sebatum, i cui resti si trovano nei pressi del paese. Dal 1923 al 1940 si chiamò San Lorenzo e poi San Lorenzo in Pusteria.

## Storia
Con la fondazione della città di Brunico verso la metà del Duecento da parte del vescovo di Bressanone, da sempre politicamente attivi nell'area pusterese, i conti del Tirolo puntarono sulla creazione di un borgo concorrenziale da contrapporre all'iniziativa vescovile, individuandolo in San Lorenzo. Finché il potere tirolese non riuscì a imporsi anche a Brunico, San Lorenzo fu notevolmente sponsorizzato da esso. Sino al 1610, S. Lorenzo era anche la parrocchia di riferimento per Brunico. La separazione segnò il definitivo sorpasso di Brunico a svantaggio di San Lorenzo.
Come per altre valli collocate nei pressi del confine di stato come la val Badia, Mussolini ai tempi del fascismo dette l'ordine di fortificare il confine. Vennero così costruiti a partire dal 1939 alcuni bunker al fine di impedire, o comunque rallentare, un'invasione dell'Italia da parte dei nazisti. Queste opere difensive fanno parte del vallo alpino in Alto Adige, e più precisamente dello sbarramento di Sares.

### Simboli
Lo stemma raffigura san Lorenzo, con una palma nella mano destra ed una graticola in quella sinistra, su sfondo argento. L'emblema è usato dal XVII secolo, ma appare già su sigilli dal 1271.

## Monumenti e luoghi d'interesse
Nei pressi del paese vi sono due castelli: il castel Badia e il castel di San Michele.
Nel 2011 è stato inaugurato il museo Mansio Sebatum che espone i ritrovamenti archeologici effettuato in loco ed espone la storia del popolo dei Saevates, del Norico, e della mansio d'epoca romana.
Nel capoluogo comunale sorge la chiesa di San Lorenzo Martire, annessa alla quale vi è la cappella Egerer, mentre presso la frazione di Onies, si trova una piccola statua raffigurante l'apostolo San Giacomo, oggi custodita all'interno di una piccola cappella fatta costruire nel 1844 dal contadino Josef Elzenbaumer, dove prima si trovava un grosso abete "devotivo". Accanto alla cappella, tutt'oggi si trova una grande pietra che mostrerebbe le impronte della testa e delle mani del santo, secondo una delle saghe dell'Alto Adige.

## Società

### Ripartizione linguistica
La popolazione è in larga parte di madrelingua tedesca:
| %      | Ripartizione linguistica (gruppi principali) |
| ------ | -------------------------------------------- |
| 93,84% | madrelingua tedesca                          |
| 3,95%  | madrelingua italiana                         |
| 2,22%  | madrelingua ladina                           |

### Evoluzione demografica
Abitanti censiti

## Amministrazione
| Periodo  | Periodo   | Primo cittadino     | Partito | Carica  | Note |
| -------- | --------- | ------------------- | ------- | ------- | ---- |
| nel 1980 |           | Oswald Galler       |         | Sindaco |      |
| 2005     | 2015      | Helmut Graber       | SVP     | Sindaco |      |
| 2015     | in carica | Martin Ausserdorfer | SVP     | Sindaco |      |